# Clupeidae
Clupeidae è una famiglia di pesci facente parte dell'ordine Clupeiformes. Vi appartengono alcuni tra i pesci più importanti commercialmente come aringhe, alose e sardine.

## Distribuzione e habitat
Sono diffusi in tutti i mari e gli oceani del mondo tranne quelli polari. Raggiungono comunque la massima diffusione nelle acque tropicali. Nei mari italiani ed europei sono comuni come numero di individui ma appartenenti ad un ristretto numero di specie.

La maggioranza delle specie è marina ma non mancano specie d'acqua dolce diffuse particolarmente nei laghi. Ci sono anche specie anadrome che risalgono i fiumi per riprodursi sebbene vivano in genere in mare.

Tutti i Clupeidi, sia quelli marini che quelli lacustri, sono tipici pesci pelagici.

## Descrizione

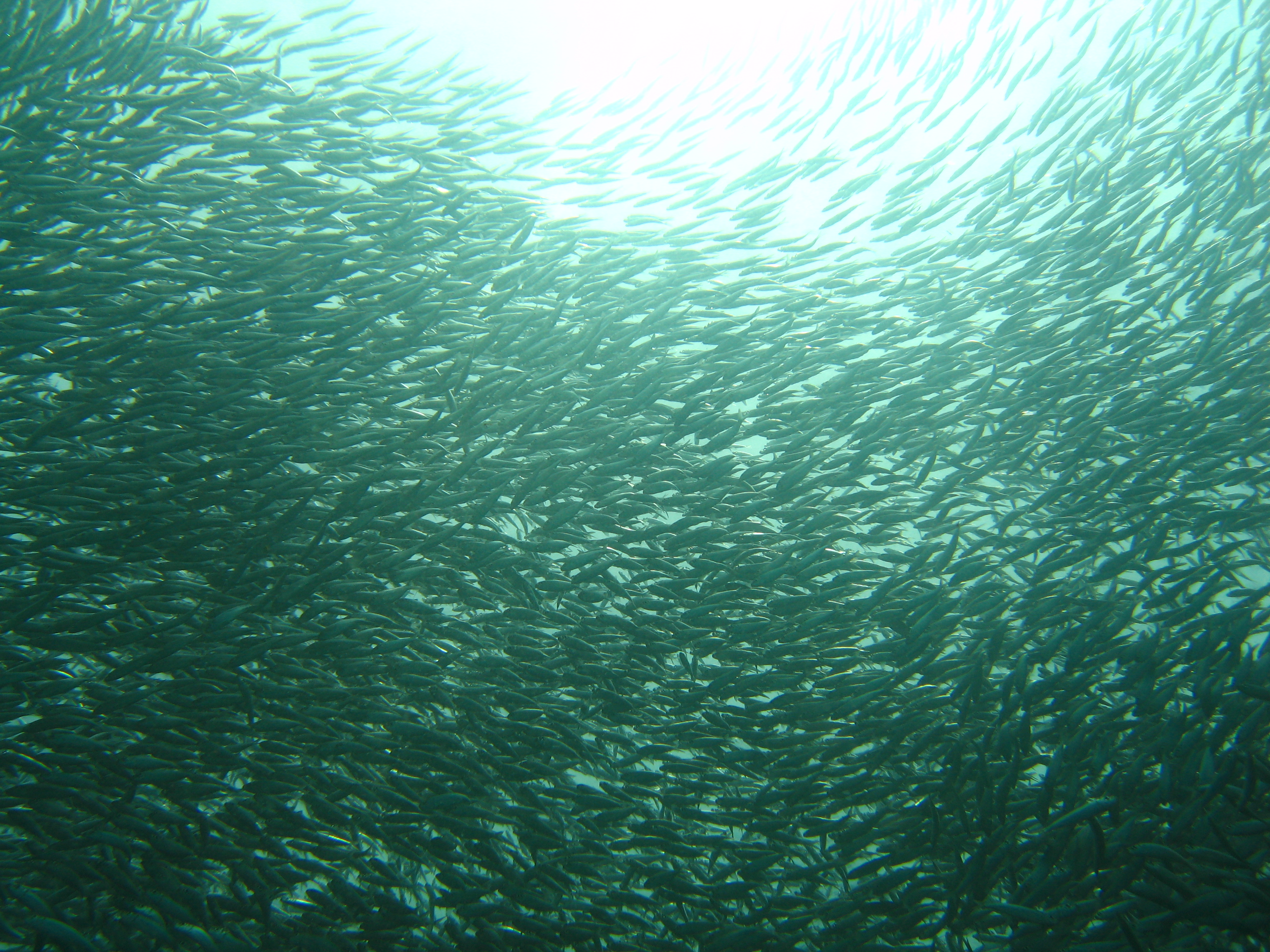
Un grande banco di sardine

Il corpo è affusolato e compresso lateralmente. La testa è priva di scaglie, che nel resto del corpo sono cicloidi e di solito grandi; i denti, se presenti, sono piccoli e conici. La bocca di solito è piccola ma non mancano specie predatrici in cui è ampia, è obliqua e terminale. Le branchiospine sono numerose, lunghe e sottili, hanno una certa importanza nell'alimentazione delle specie planctofaghe. La pinna dorsale, è abbastanza piccola, posta circa a metà del corpo e costituita da soli raggi molli, la pinna anale è arretrata e di solito bassa, anch'essa dotata di soli raggi molli. Le pinne pelviche sono molto arretrate, all'incirca a metà del corpo; le pinne pettorali sono inserite in basso. La pinna caudale è forcuta. Sul ventre è presente una carena rigida formata di squame spesso dotate di una spina. La vescica natatoria è complessa e raggiunge il cranio. 

La colorazione, come si addice a dei pesci pelagici, è bluastra o verde, più o meno accompagnata da linee dorate o da macchie scure.

## Biologia
Sono dei pesci che di solito vivono in banchi formati da molti esemplari. Il nuoto dei pesci del banco è spesso sincronizzato in maniera impeccabile.

## Riproduzione

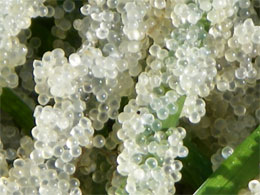
Uova di aringa

La maggioranza dei clupeidi depone uova pelagiche e si riproduce durante tutto l'anno. Fanno eccezione le specie d'acqua dolce, fluviali, lacustri o anadrome, che, al contrario, depongono uova bentoniche in una stagione ben definita. Le specie anadrome come la cheppia per raggiungere i quartieri di riproduzione effettuano lunghe migrazioni ma, al contrario dei salmoni, sopravvivono e possono deporre le uova più volte. Le uova sono deposte in numero da grande a grandissimo.

## Alimentazione
La maggior parte delle specie di piccola taglia come le sardine, le alacce, gli spratti o le aringhe si nutre di plancton mentre le più grandi, come le cheppie catturano piccoli pesci, crostacei ed altri invertebrati di una certa dimensione. Le specie anadrome in genere smettono di nutrirsi durante la migrazione.

## Pesca

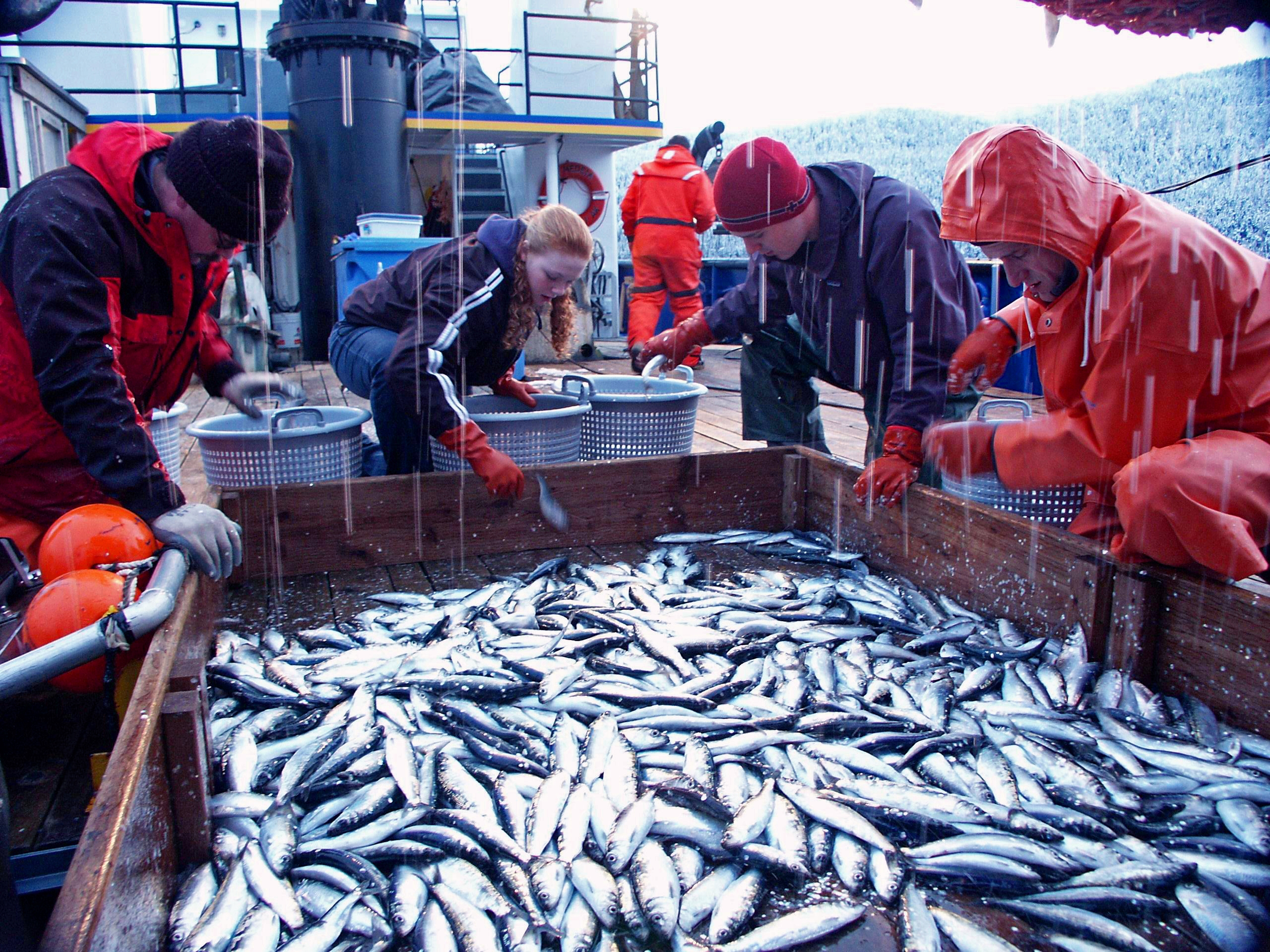
Pesca delle aringhe

I Clupeidi hanno un'enorme importanza per la pesca commerciale di tutto il mondo. Alcune specie, come la sardina o l'aringa, sono annoverate tra i pesci più importanti per la pesca professionale e per l'alimentazione umana. 

Vengono catturati interi banchi soprattutto con le reti da circuizione. I clupeidi, escluse le grosse specie predatrici, di solito non abboccano agli ami. Le carni sono ottime, oleose ed hanno le eccellenti caratteristiche nutrizionali tipiche del pesce azzurro. Per la pesca sportiva solo poche specie hanno importanza, come le alose, che vengono catturate a spinning o a mosca durante la risalita.

## Generi e specie

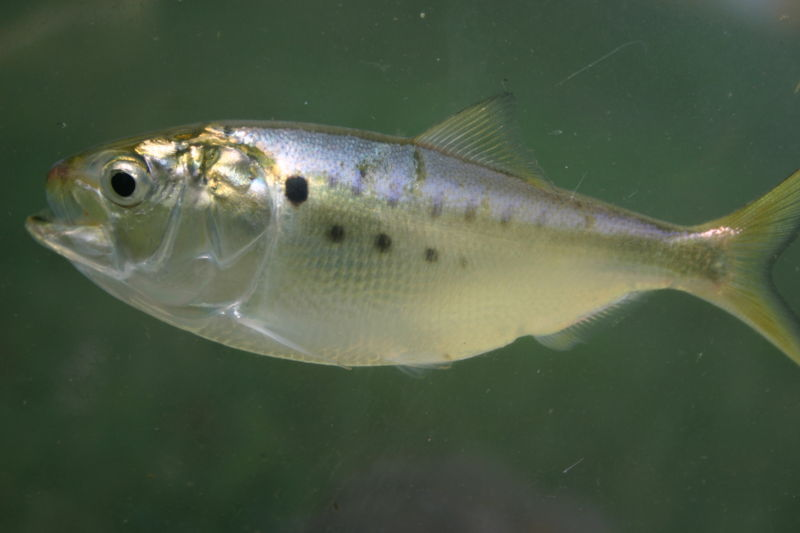
Brevoortia tyrannus

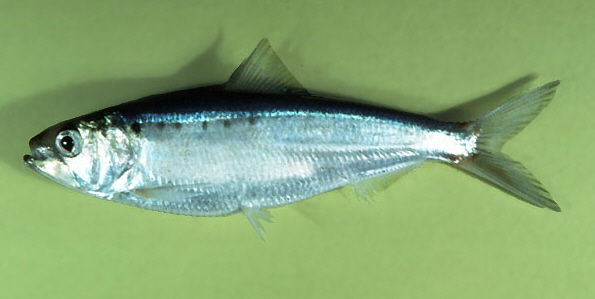
Alosa sapidissima

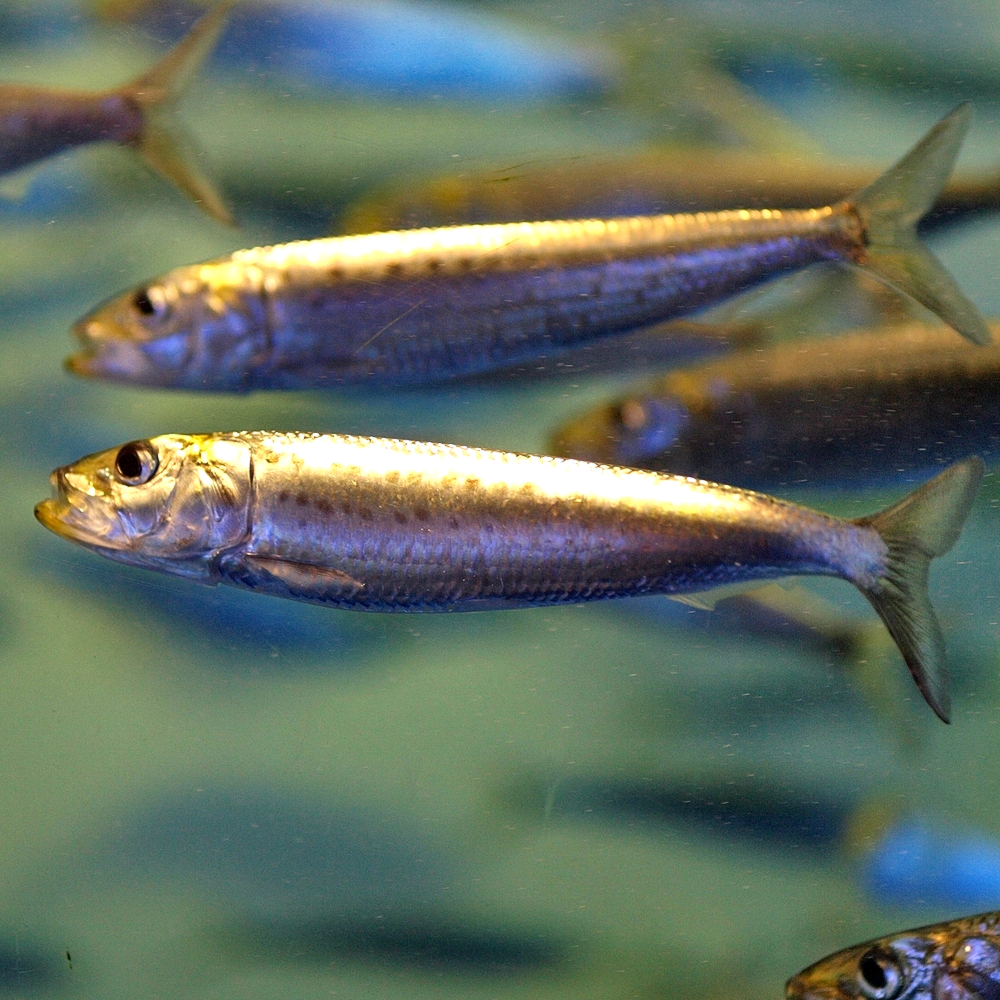
Sardinops sagax

Appartengono a questa famiglia circa 207 specie: